# Temporada 1970-1971 del FC Barcelona
Les dades més destacades de la temporada 1970-1971 del Futbol Club Barcelona són les següents:

## Plantilla[1][2]
| Porters - Miguel Reina - Salvador Sadurní - Pere Valentí Mora | Defenses - Antoni Torres - Gallego - Joaquim Rifé - Eladi Silvestre - Bartolomé Paredes - Josep Franch - Enrique Álvarez Costas | Centrecampistes - Marcial Pina - Juan Carlos Pérez - Pedro María Zabalza - Juan Manuel Asensi - Josep Maria Fusté - José Luis Romero - Josep Pau Garcia Castany - Ramoní - Santiago Castro | Davanters - Narcís Martí Filosia - Carles Rexach - Lluís Pujol - Ramon Alfonseda - Teófilo Dueñas - Miguel Ángel Bustillo - José Antonio Zaldúa |

## Resultats
| PARTITS |
| --- |
| |
| 14-08-70. AMISTÓS GIRONA-BARCELONA 1-3 15-08-70. AMISTÓS AMPOSTA-BARCELONA 1-6 18-08-70. AMISTÓS GRANOLLERS-BARCELONA 1-1 22-08-70 . "FESTA D'ELIG" (Elche) ELCHE-BARCELONA 0-1 25-08-70. V "JOAN GAMPER" BARCELONA-DYNAMO MOSCU 0-5 26-08-70. V "JOAN GAMPER" BARCELONA-SCHALKE 1-0 29-08-70. AMISTÓS RACING SANTANDER-BARCELONA 1-2 30-08-70. AMISTÓS MASNOU-BARCELONA 1-4 03-09-70. AMISTÓS RAYO VALLECANO-BARCELONA 1-1 06-09-70. AMISTÓS SABADELL -BARCELONA 0-0 08-09-70. AMISTÓS ANGLES-BARCELONA 0-7 12-09-70. LLIGA ATHLETIC BILBAO-BARCELONA 1-1 16-09-70. COPA DE FIRES KATOWICE-BARCELONA 0-1 20-09-70. LLIGA BARCELONA-ZARAGOZA 5-2 25-09-70. COPA DE FIRES BARCELONA-KATOWICE 3-2 27-09-70. LLIGA CELTA VIGO-BARCELONA 1-1 30-09-70. AMISTÓS TARRAGONA-BARCELONA 2-0 04-10-70. LLIGA BARCELONA-SABADELL 4-1 11-10-70. LLIGA ELCHE-BARCELONA 0-1 17-10-70. LLIGA BARCELONA-ESPANYOL 3-0 20-10-70. COPA DE FIRES BARCELONA-JUVENTUS 1-2 25-10-70. LLIGA REAL MADRID-BARCELONA 0-1 31-10-70. LLIGA BARCELONA-VALENCIA 0-2 04-11-70. COPA DE FIRES JUVENTUS-BARCELONA 2-1 15-11-70. LLIGA SEVILLA-BARCELONA 0-1 22-11-70. LLIGA BARCELONA-GRANADA 2-1 26-11-70. AMISTÓS TORTOSA-BARCELONA 2-2 29-11-70. LLIGA REAL SOCIEDAD-BARCELONA 1-0 06-12-70. LLIGA BARCELONA-SPORTING GIJON 2-0 08-12-70. AMISTÓS BARCELONA-FEYENOORD 3-2 13-12-70. LLIGA MALAGA-BARCELONA 0-1 16-12-70. AMISTÓS ANDORRA-BARCELONA 0-2 20-12-70. LLIGA LAS PALMAS-BARCELONA 3-2 25-12-70. AMISTÓS BARCELONA-C.S.K.A SOFIA. 1-4 27-12-70. LLIGA BARCELONA-ATLETICO MADRID 2-0 03-01-71. LLIGA BARCELONA-ATHLETIC BILBAO 0-1 10-01-71. LLIGA ZARAGOZA-BARCELONA 1-2 17-01-71. LLIGA BARCELONA-CELTA 2-1 24-01-71. LLIGA SABADELL-BARCELONA 2-1 31-01-71. LLIGA BARCELONA-ELCHE 0-0 07-02-71. LLIGA ESPANYOL-BARCELONA 0-1 14-02-71. LLIGA BARCELONA-REAL MADRID 0-1 28-02-71. LLIGA VALENCIA-BARCELONA 1-1 07-03-71. LLIGA BARCELONA-SEVILLA 5-2 14-03-71. LLIGA GRANADA-BARCELONA 0-2 18-03-71. AMISTÓS CASTELLON-BARCELONA 1-2 21-03-71. LLIGA BARCELONA-REAL SOCIEDAD 4-0 28-03-71. LLIGA SPORTING GIJON-BARCELONA 0-2 04-04-71. LLIGA BARCELONA-MALAGA 1-0 12-04-71. LLIGA BARCELONA-LAS PALMAS 2-0 15-04-71. AMISTÓS MANRESA-BARCELONA 1-4 18-04-71. LLIGA ATLETICO MADRID-BARCELONA 1-1 24-04-71. COPA GENERALISIMO VILLARREAL-BARCELONA 1-0 02-05-71. COPA GENERALISIMO BARCELONA-VILLARREAL 2-0 06-05-71. AMISTÓS FIGUERES-BARCELONA 0-1 14-05-71. AMISTÓS TARRAGONA-BARCELONA 2-0 16-05-71. COPA GENERALISIMO ATHLETIC BILBAO-BARCELONA 1-0 20-05-71. AMISTÓS TERRASSA-BARCELONA 0-1 23-05-71. COPA GENERALISIMO BARCELONA-ATHLETIC BILBAO 3-0 31-05-71. AMISTÓS TORELLO-BARCELONA 1-4 31-05-71. AMISTÓS PUIGREIG-BARCELONA 1-5 05-06-71. AMISTÓS BARCELONA-STANDARD LIEJA 2-1 09-06-71. COPA GENERALISIMO BARCELONA-DEPORTIVO LA CORUNA 4-0 10-06-71. AMISTÓS CORNELLA-BARCELONA 0-1 13-06-71. COPA GENERALISIMO DEPORTIVO LA CORUNA-BARCELONA 0-0 20-06-71. COPA GENERALISIMO ATLETICO MADRID-BARCELONA 0-1 24-06-71. AMISTÓS SANT HILARI-BARCELONA 0-5 26-06-71. COPA GENERALISIMO BARCELONA-ATLETICO MADRID 1-1 26-06-71. AMISTÓS VINAROS-BARCELONA 2-2 29-06-71. AMISTÓS GAVA-BARCELONA 2-3 04-07-71. FINAL COPA GENERALISIMO VALENCIA-BARCELONA 3-4 |